# ثيودور ن. كوفمان
ثيودور ن. كوفمان (بالإنجليزية: Theodore Newman Kaufman)‏ هو كاتب وشخصية أعمال أمريكي، ولد في 22 فبراير 1910 في مانهاتن في الولايات المتحدة، وتوفي في 1 أبريل 1986 في أورانج ‏ في الولايات المتحدة.